# Karel Dillen
Karel Cornelia Constentijn Dillen (Anversa, 16 ottobre 1925 – Schilde, 27 aprile 2007) è stato un politico belga, che fu per tutta la sua vita un ardente difensore del Nazionalismo fiammingo.

## Biografia
Karel Dillen è nato ad Anversa il 16 ottobre 1925, da padre scaricatore di porto e madre casalinga. Dipendente di una compagnia di taxi e Renault a Deurne, dopo una breve sosta dei suoi studi, Karel Dillen fa campagna nei circoli nazionalisti per la liberazione.
Si siede nel corpo legislativo della Volksunie dal 1958 al 1971, quando lascia questo partito. Nel 1962 creò il gruppo ultranazionalista Were Di e lo diresse fino al 1976.
Dirigente nazionale del Vlaams Partij (VNP), nel 1977 è all'origine del Vlaams Blok, un gruppo formato dal VNP e dal Vlaamse Volkspartij (VVP) di Lode Claes per le elezioni del 1978. Karel Dillen è diventato il primo eletto nel 1978, nel distretto di Anversa. Mentre il VVP mantiene la sua autonomia, il VNP diventa nel maggio 1979 Vlaams Blok, integrando il VVP dell'ala nazionalista. Dillen divenne il primo presidente del VB fino all'8 giugno 1996, quando nominò il successore Frank Vanhecke.
È stato eurodeputato dal 1989 al 2003, dimettendosi nel 2003 e sostituito dal figlio Koenraad Dillen. Sposatosi nel 1959 oltre al figlio Koenraad è padre di Marijke Dillen e di altri due figli.